# 杜塞托斯
杜塞托斯是立陶宛的城市，位於扎拉賽以西30公里，距離首都維爾紐斯134公里，由烏田納縣負責管轄，始建於1519年，海拔高度120米，2010年人口794。

## 外部連結
- Virtual Tour of Dusetos （页面存档备份，存于）
- （立陶宛文） Official district information （页面存档备份，存于）